# Jens Gustafsson
Jens Otto Andreas Gustafsson (ur. 15 października 1978 w Helsingborgu) – szwedzki trener piłkarski i piłkarz grający na pozycji środkowego obrońcy. W latach 2022–2024 trener Pogoni Szczecin, od 2024 szwedzkiego BK Hacken.

## Kariera klubowa
Gustafsson zaczął grać w piłkę nożną w młodym wieku, w lokalnym klubie Helsingborgs IF. Uważano go za wielki talent, ale nie udało mu się przebić do seniorskiej drużyny Helsingborgs IF. W związku z tym przeniósł się do drugoligowego klubu IK Brage. W następnym sezonie związał się z Högaborgs BK. Przed sezonem 2003, dołączył do Falkenbergs FF. W kolejnych siedmiu sezonach był pewnym punktem zespołu i nie opuścił prawie żadnego meczu. Rozegrał dla klubu 193 ligowych spotkań, aż do zakończenia kariery po sezonie 2009. Zdobył cztery bramki.

## Kariera trenerska
Karierę trenerską rozpoczął w 2010 roku w drużynie do lat 17, klubu Halmstads BK, gdzie awansował na trenera drużyny do lat 21, a później pierwszej drużyny. 19 listopada 2014 został zwolniony z funkcji pierwszego trenera klubu. Od 7 marca 2015 był selekcjonerem reprezentacji Szwecji U-21, z którą wywalczył mistrzostwo Europy do lat 21., organizowanych w Czechach. 4 stycznia 2016 został zatrudniony jako asystent trenera w AIK Fotboll. Z początkiem czerwca 2016, do 19 grudnia 2020 był trenerem IFK Norrköping. 28 maja 2021 został zakontraktowany jako trener Hajduka Split. W styczniu 2022 roku został ponownie zatrudniony, jako selekcjoner reprezentacji Szwecji do lat 21. 
W maju tego samego roku Pogoń Szczecin ogłosiła, że Gustafsson zastąpi Kostę Runjaicia na funkcji trenera drużyny. 15 sierpnia 2024 roku odszedł z Pogoni Szczecin i związał się umową z saudyjskim Al-Fateh SC. 1 grudnia 2024 roku został zwolniony z Al-Fateh SC. 27 grudnia 2024 roku objął funkcję szkoleniowca szwedzkiego BK Hacken.

## Statystyki kariery

### Trener
Aktualne na 11 września 2022.
| Zespół         | Od               | Do                | Statystyka | Statystyka | Statystyka | Statystyka | Statystyka |
| Zespół         | Od               | Do                | M          | W          | R          | P          | % W        |
| -------------- | ---------------- | ----------------- | ---------- | ---------- | ---------- | ---------- | ---------- |
| Halmstads BK   | 5 lipca 2011     | 19 listopada 2014 | 118        | 44         | 26         | 48         | 37,29      |
| Szwecja U-21   | 7 marca 2015     | 21 grudnia 2015   | 16         | 9          | 6          | 1          | 56,25      |
| IFK Norrköping | 1 czerwca 2016   | 19 grudnia 2020   | 170        | 94         | 39         | 37         | 55,29      |
| Hajduk Split   | 28 maja 2021     | 1 listopada 2021  | 17         | 9          | 3          | 5          | 52,94      |
| Szwecja U-21   | 13 stycznia 2022 | 9 maja 2022       | 1          | 0          | 0          | 1          | 0,00       |
| Pogoń Szczecin | 13 czerwca 2022  |                   | 13         | 6          | 3          | 4          | 46,15      |
| Łącznie        | Łącznie          | Łącznie           | 335        | 162        | 77         | 96         | 48,36      |

## Sukcesy

### Trenerskie
Szwecja U-21
- Mistrzostwo Europy do lat 21.: 2015

## Życie prywatne
Jego ojcem jest piłkarz, długoletni zawodnik Landskrona BoIS, Tommy Gustafsson.
Z wykształcenia jest behawiorystą, uzyskał także licencję UEFA Pro.